# Nicolás Fagúndez
Nicolás Emilio Fagúndez Sequeira (sinh ngày 20 tháng 2 năm 1986 ở Salto, Uruguay) là một cầu thủ bóng đá người Uruguay.

## Đội bóng
- Tacuarembó FC 2011-2015
- Galícia Esporte Clube 2014 (mượn)
- San Marcos de Arica 2015–2016
- Águila[11][12] 2016–2017
- Tacuarembó FC 2017
- Sonsonate[13][14] 2017–